# Liste der Stolpersteine in Wallonien

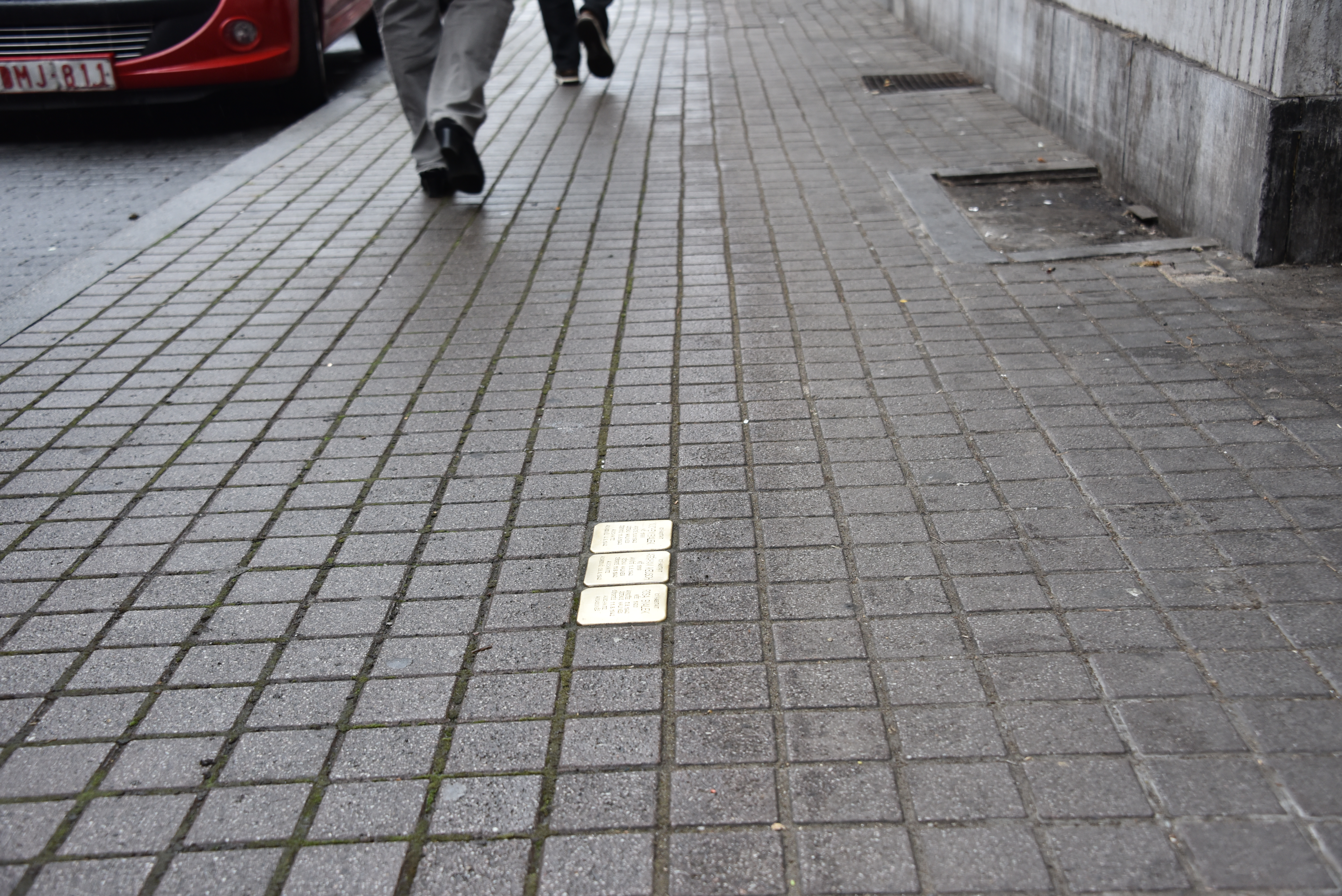
Stolpersteine in der Rue de la Régence, 60 in Charleroi für Abraham Keusch, Nuchem und Rosa Bialek

Die Liste der Stolpersteine in Wallonien enthält Stolpersteine im belgischen Landesteil Wallonien. Stolpersteine erinnern an das Schicksal der Menschen, die von den Nationalsozialisten ermordet, deportiert, vertrieben oder in den Suizid getrieben wurden. Die Stolpersteine wurden vom Kölner Künstler Gunter Demnig konzipiert und werden im Regelfall von ihm selbst verlegt.
Die Stolpersteine werden auf Französisch pavés de mémoire (Erinnerungssteine) genannt, auf flämisch struikelstenen. Sie liegen in der Regel vor dem letzten frei gewählten Wohnort des Opfers. Die meisten Verlegungen wurden durch die  Association pour la Mémoire de la Shoah  (Vereinigung zur Erinnerung an die Shoah, AMS) mit Sitz in Brüssel veranlasst.
Die Tabellen sind teilweise sortierbar; die Grundsortierung erfolgt alphabetisch nach dem Familiennamen.

## Provinz Hennegau

### Beaumont
| Stolperstein | Übersetzung | Verlegeort                   | Name, Leben              |
| ------------ | --- | ---------------------------- | ------------------------ |
|              | IN SOLRE-SAINT-GERY WOHNTE HERMES JULIEN VERSTICHEL JG. 1914 WIDERSTANDSKÄMPFER ARMÉE DES PARTISANS VERHAFTET 4.6.1944 DEPORTIERT GROSS-ROSEN ERMORDET FEB. 1945 | Vor dem Rathaus von Beaumont | Hermès Julien Verstichel |

### Charleroi
| Stolperstein | Übersetzung | Verlegeort                            | Name, Leben                   |
| ------------ | --- | ------------------------------------- | ----------------------------- |
|              | HIER WOHNTE NUCHEM BIALEK JG. 1898 VERHAFTET 1.8.1942 INTERNIERT IN MALINES DEPORTIERT 11.8.1942 AUSCHWITZ ERMORDET 4.9.1942                      | Rue de la Régence, 60 ·               | Nuchem Bialek                 |
|              | HIER WOHNTE ROSA BIALEK JG. 1920 VERHAFTET 7.8.1942 INTERNIERT IN MALINES DEPORTIERT 11.8.1942 AUSCHWITZ ERMORDET                                 | Rue de la Régence, 60 ·               | Rosa Bialek                   |
|              | HIER WOHNTE FERNAND BLAMPAIN JG 1922 WIDERSTANDSKÄMPFER VERHAFTET 22.12.1943 ERMORDET 16.2.1944 TIR NATIONAL                                      | Marcinelle, Rue Vital Françoisse 53   | Fernand Blampain (1922-1944)  |
|              | HIER WOHNTE ROBERT DELAHAYE JG 1925 WIDERSTANDSKÄMPFER VERHAFTET 28.12.1943 ERMORDET 16.2.1944 TIR NATIONAL                                       | Marcinelle, Rue de Couillet 10        | Robert Delahaye (1925-1944)   |
|              | HIER WOHNTE HERSZ DOBRZINSKI JG 1924 POLOGNE WIDERSTANDSKÄMPFER VERHAFTET 14.4.1943 BREENDONK ERMORDET 14.7.1943 TIR NATIONAL                     | Rue Chavannes 42                      | Hersz Dobrzinski (1924-1943)  |
|              | HIER WOHNTE NARCISSE EVRARD JG 1893 WIDERSTANDSKÄMPFER VERHAFTET 28.11.1942 BREENDONK ERMORDET 16.7.1943 TIR NATIONAL                             | Gilly, Rue Narcisse Evrard 52         | Narcisse Evrard (1893-1943)   |
|              | HIER WOHNTE FRYMETA GINSBERG JG. 1912 INTERNIERT 1943 MALINES DEPORTIERT 1944 AUSCHWITZ ERMORDET                                                  | Rue de l’Energie, 64 ·                | Frymeta Ginsberg              |
|              | HIER WOHNTE LOUIS HANNICK JG 1913 WIDERSTANDSKÄMPFER VERHAFTET 3.10.1943 ERMORDET 16.2.1944 TIR NATIONAL                                          | Monceau-sur-Sambre, Rue Thiébaut 21   | Louis Hannick (1913-1944)     |
|              | HIER WOHNTE FELDON IZRAEL JG. 1889 VERHAFTET 1.8.1942 INTERNIERT IN MALINES DEPORTIERT 11.8.1942 AUSCHWITZ ERMORDET                               | Rue Chavannes, 38 ·                   | Feldon Izrael                 |
|              | HIER WOHNTE ABRAHAM KEUSCH JG. 1919 VERHAFTET 1.8.1942 INTERNIERT IN MALINES DEPORTIERT 11.8.1942 AUSCHWITZ ERMORDET 28.8.1942                    | Rue de la Régence, 60 ·               | Abraham Keusch                |
|              | HIER WOHNTE ABRAHAM KIBEL JG. 1900 VERHAFTET 7.8.1941 INTERNIERT CITADELLE HUY BREENDONCK DEPORTIERT 15.1.1943 AUSCHWITZ ERMORDET                 | Rue Marie Danse, 39 ·                 | Abraham Kibel                 |
|              | HIER WOHNTE MAURICE LINGLART JG 1906 WIDERSTANDSKÄMPFER VERHAFTET 2.2.1944 ERMORDET 16.2.1944 TIR NATIONAL                                        | Dampremy, Rue Hector Denis 72         | Maurice Linglart              |
|              | HIER WOHNTE FELIX LUCKHAUS JG 1889 WIDERSTANDSKÄMPFER VERHAFTET 23.12.1943 ERMORDET 16.2.1944 TIR NATIONAL                                        | Marcinelle, Avenue de Philippeville 8 | Felix Luckhaus (1889-1942)    |
|              | HIER WOHNTE JOSEK MACHNOWSKI JG. 1904 VERHAFTET 11.1.1943 INTERNIERT IN MALINES DEPORTIERT 15.1.1943 AUSCHWITZ ERMORDET                           | Rue de la Régence, 65 ·               | Josek Machnowski              |
|              | HIER WOHNTE OSCAR PETIT JG. 1905 WIDERSTANDSKÄMPFER FRONT INDEPENDANCE VERHAFTET 28.3.1944 DEPORTIERT ELLRICH ERMORDET 14.3.1945                  | Rue de la Régence, 37                 | Oscar Petit                   |
|              | HIER WOHNTE EGLANTINE PETIT-PIERRE JG. 1907 WIDERSTANDSKÄMPFERIN FRONT INDEPENDANCE VERHAFTET 28.3.1944 DEPORTIERT RAVENSBRÜCK ERMORDET 28.3.1945 | Rue de la Régence, 37                 | Eglantine Petit-Pierre        |
|              | HIER WOHNTE HERSZEK ROJTMAN JG. 1907 VERHAFTET 9/1942 INTERNIERT IM GEFÄNGNIS VON CHARLEROI MALINES DEPORTIERT 15.1.1943 AUSCHWITZ ERMORDET       | Boulevard Paul Janson, 6 ·            | Herszek Rojtman               |
|              | HIER WOHNTE VALENTIN WATHELET JG 1919 WIDERSTANDSKÄMPFER VERHAFTET 1.10.1943 ERMORDET 16.2.1944 TIR NATIONAL                                      | Rue de la Cayauderie 188              | Valentin Wathelet (1919-1944) |
|              | HIER WOHNTE MICHEL WISLITSKI JG. 1898 ZWANGSARBEITER INTERNIERT IN FRANKREICH DEPORTIERT 1942 AUSCHWITZ ERMORDET                                  | Rue de l’Energie, 64 ·                | Michel Wislitski              |

### Manage
| Stolperstein | Übersetzung | Verlegeort                                                    | Name, Leben     |
| ------------ | --- | ------------------------------------------------------------- | --------------- |
|              | HIER WOHNTE FERNAND LALIEUX JG. 1907 WIDERSTANDSKÄMPFER MOUVEMENT NATIONAL BELGE VERHAFTET 8.5.1944 DEPORTIERT MAUTHAUSEN ERMORDET APRIL 1945 | Bois d’Haine, Rue Fernand Lalieu, 10 (vor seinem Geburtshaus) | Fernand Lalieux |

### Mons
In Mons, Hauptstadt der Provinz, wurden an zwei Adressen sechs Stolpersteine verlegt.
| Stolperstein | Übersetzung | Verlegeort         | Name, Leben            |
| ------------ | --- | ------------------ | ---------------------- |
|              | HIER WOHNTE MARIETTE BENRUBI GEBOREN 1924 IN GRIECHENLAND EINGESPERRT JULI 1942 MECHELEN DEPORTIERT 1942 AUSCHWITZ ERMORDET                   | Rue de la Coupe 42 | Mariette Benrubi       |
|              | HIER WOHNTE JACQUES GANZO GEBOREN 1893 IN DER TÜRKEI EINGESPERRT IN MECHELEN DEPORTIERT 1944 BUCHENWALD ERMORDET JAN. 1945                    | Rue des Fripiers 8 | Jacques Ganzo          |
|              | HIER WOHNTE RACHEL GANZO-BENRUBI GEBOREN 1900 IN GRIECHENLAND VERHAFTET 7.10.1943 INTERNIERT IN MECHELEN DEPORTIERT 1942 RAVENSBRÜCK ÜBERLEBT | Rue des Fripiers 8 | Rachel Ganzo Benrubi   |
|              | HIER WOHNTE DELICIA BENRUBI-PESSAH GEBOREN 1889 IN GRIECHENLAND GEFASST JULI 1942 MECHELEN DEPORTIERT 1942 AUSCHWITZ ERMORDET                 | Rue de la Coupe 42 | Delicia Benrubi Pessah |
|              | HIER WOHNTE ALBERT GANZO GEBOREN 1928 VERHAFTET 7.10.1943 INTERNIERT IN MECHELEN DEPORTIERT 1944 BUCHENWALD ERMORDET JAN. 1945                | Rue des Fripiers 8 | Albert Ganzo           |
|              | HIER WOHNTE ALBERT BENRUBI GEBOREN 1918 IN GRIECHENLAND EINGESPERRT JULI 1942 MECHELEN DEPORTIERT 1944 BUCHENWALD ERMORDET JAN. 1945          | Rue de la Coupe 42 | Albert Benrubi         |

## Provinz Lüttich

### Deutschsprachige Gemeinschaft

#### Eupen
| Stolperstein | Übersetzung | Verlegeort       | Name, Leben                      |
| ------------ | --- | ---------------- | -------------------------------- |
|              | HIER WOHNTE FRIEDRICH HENNES JG. 1895 EINGESPERRT 10.5.1940 VON BÜRGERN DER STADT IM RATHAUS GEFÄNGNIS AACHEN SACHSENHAUSEN 1940 ERMORDET 9.4.1941 | Simarstraße 124  | Friedrich Hennes                 |
|              | HIER WOHNTE ESTERA ZYSLA SCHALIT GEB. DAFNER JG. 1908 VERSTECKT GELEBT VERVIERS BEFREIT / ÜBERLEBT                                                 | Gospertstraße 54 | Estera Zysla Schalit geb. Dafner |
|              | HIER WOHNTE ISRAEL SCHALIT JG. 1900 VERHAFTET 1942 INTERNIERT MECHELEN DEPORTIERT 1942 ERMORDET IN AUSCHWITZ                                       | Gospertstraße 54 | Israel Schalit                   |
|              | HIER WOHNTE JOSEPH MARKUS SCHALIT JG. 1932 VERSTECKT GELEBT VERVIERS BEFREIT / ÜBERLEBT                                                            | Gospertstraße 54 | Joseph Markus Schalit            |
|              | HIER WOHNTE ROSA SCHALIT JG. 1930 VERSTECKT GELEBT LÜTTICH / VERVIERS BEFREIT / ÜBERLEBT                                                           | Gospertstraße 54 | Rosa Schalit                     |

#### Lontzen
In der Ortschaft Walhorn, die seit 1977 Teil der Gemeinde Lontzen ist, wurden folgende Stolpersteine verlegt.
| Stolperstein | Übersetzung | Verlegeort                                        | Name, Leben      |
| ------------ | --- | ------------------------------------------------- | ---------------- |
|              | HIER WOHNTE FRANZ KOCKARTZ JG. 1902 VERHAFTET 1940 ARBEITSLAGER AACHEN ERMORDET 5.6.1942 NEUENGAMME                                      | Merolser Straße 18, · Walhorn, Gemeinde Lontzen · | Franz Kockartz   |
|              | HIER WOHNTE MORITZ FRÖHLING JG. 1880 VERHAFTET 1942 SCHICKSAL UNBEKANNT                                                                  | Kirchbuschweg 89, · Walhorn-Astenet ·             | Moritz Fröhling  |
|              | HIER WOHNTE ROSALIA FRÖHLING GEB. MEYER JG. 1887 VERHAFTET 1942 SCHICKSAL UNBEKANNT                                                      | Kirchbuschweg 89, · Walhorn-Astenet ·             | Rosalia Fröhling |
|              | HIER WOHNTE JULIUS JOSEPH JG. 1908 VERHAFTET 1.5.1941 ARBEITSLAGER STOLBERG RHENANIASTRASSE DEPORTIERT 1942 ERMORDET 16.7.1942 AUSCHWITZ | Kirchbuschweg 89, · Walhorn-Astenet ·             | Julius Joseph    |
|              | HIER WOHNTE HERTHA JOSEPH GEB. FRÖHLING JG. 1912 VERHAFTET 1942 SCHICKSAL UNBEKANNT                                                      | Kirchbuschweg 89, · Walhorn-Astenet ·             | Hertha Joseph    |
|              | HIER WOHNTE MARCEL JOSEPH JG. 1938 VERHAFTET 1942 SCHICKSAL UNBEKANNT                                                                    | Kirchbuschweg 89, · Walhorn-Astenet ·             | Marcel Joseph    |
|              | HIER WOHNTE SOHN JOSEPH JG. 1940/1941 SCHICKSAL UNBEKANNT                                                                                | Kirchbuschweg 89, · Walhorn-Astenet ·             | Sohn Joseph      |

### Lüttich
In Lüttich wurden folgende Stolpersteine verlegt:
| Stolperstein | Übersetzung | Verlegeort                        | Name, Leben                             |
| ------------ | --- | --------------------------------- | --------------------------------------- |
|              | HIER WOHNTE ALEC BERGMAN GEBOREN 1931 GEFLÜCHTET PALAVAS-LES-FLOTS 1940-1942 VERSTECKT IN IZIEU 1943 ENTKOMMEN                                                                              | Rue Grétry, 229 ·                 | Alec Bergman                            |
|              | HIER WOHNTE ALBERT BULKA GEBOREN 1939 INHAFTIERT RIVESALTES PALAVAS-LES-FLOTS VERHAFTET 6.4.1944 IZIEU INHAFTIERT IN MONTLUC UND DRANCY DEPORTIERT 13.4.1944 ERMORDET AUSCHWITZ             | Rue des Champs, 24 ·              | Albert Bulka                            |
|              | HIER WOHNTE MARCEL-MAJER BULKA GEBOREN 1930 POLEN INHAFTIERT RIVESALTES PALAVAS-LES-FLOTS VERHAFTET 6.4.1944 IZIEU INHAFTIERT IN MONTLUC UND DRANCY DEPORTIERT 13.4.1944 ERMORDET AUSCHWITZ | Rue des Champs, 24 ·              | Marcel-Majer Bulka                      |
|              | HIER WOHNTE CHARLES FRYDMAN GEBOREN 1933 VERHAFTET 11.9.1942 INTERNIERT IN MECHELEN DEPORTIERT 1942 AUSCHWITZ ERMORDET                                                                      | Rue Sainte-Marguerite 164 Lüttich | Charles Frydman (1933–1942/45)          |
|              | HIER WOHNTE DAVID FRYDMAN GEBOREN 1905 POLEN VERHAFTET AUGUST 1942 ORGANISATION TODT ATLANTIKWALL DEPORTIERT AUSCHWITZ TODESMARSCH ERMORDET                                                 | Rue Sainte-Marguerite 164 Lüttich | David Frydman (1905–1944/45)            |
|              | HIER WOHNTE FRAJDLA FRYDMAN GEBOREN 1928 POLEN VERHAFTET 21.10.1943 INTERNIERT ZITADELLE LÜTTICH, MECHELEN DEPORTIERT 1944 AUSCHWITZ TODESMARSCH GEFLÜCHTET                                 | Rue Sainte-Marguerite 164 Lüttich | Frajdla Frydman (1928–)                 |
|              | HIER WOHNTE SZAJNDLA FRYDMAN GEBOREN 1930 POLEN VERHAFTET 11.9.1942 INTERNIERT IN MECHELEN DEPORTIERT 1942 AUSCHWITZ ERMORDET                                                               | Rue Sainte-Marguerite 164 Lüttich | Szajndla Frydman (1930–1942/45)         |
|              | HIER WOHNTE HENA FRYDMAN- KIERKOWSKI GEBOREN 1905 POLEN VERHAFTET 11.9.1942 INTERNIERT IN MECHELEN DEPORTIERT 1942 AUSCHWITZ ERMORDET                                                       | Rue Sainte-Marguerite 164 Lüttich | Hena Frydman-Kierkowski (1905–1942/45)  |
|              | HIER WOHNTE CAROLINE GOLDSTEIN GEBOREN 1887 VERHAFTET 5.7.1944 INTERNIERT MECHELEN DEPORTIERT 1944 AUSCHWITZ ERMORDET                                                                       | Rue Matrognard, 7 ·               | Caroline Goldstein                      |
|              | HIER WOHNTE EMMA GOLDSTEIN GEBOREN 1876 VERHAFTET 5.7.1944 INTERNIERT MECHELEN DEPORTIERT 1944 AUSCHWITZ ERMORDET                                                                           | Rue Edouard Remouchamps, 27a ·    | Emma Goldstein                          |
|              | HIER WOHNTE JACQUES GOLDSTEIN GEBOREN 1870 VERHAFTET 5.7.1944 INTERNIERT MECHELEN DEPORTIERT 1944 AUSCHWITZ ERMORDET                                                                        | Rue Edouard Remouchamps, 27a ·    | Jacques Goldstein                       |
|              | HIER WOHNTE CECILIA HELMANN GEBOREN 1924 DEUTSCHLAND VERHAFTET 30.10.1942 INTERNIERT IN MECHELEN DEPORTIERT 1943 AUSCHWITZ ERMORDET                                                         | Rue Roture 1 Lüttich              | Cecilia Helmann (1924–1943/45)          |
|              | HIER WOHNTE EMILE NEMETH GEB. 1935 VERHAFTET 24.9.1942 INTERNIERT MECHELEN DEPORTIERT 1942 AUSCHWITZ ERMORDET                                                                               | Rue devant les Ecoliers, 3 ·      | Emile Nemeth                            |
|              | HIER WOHNTE FRIEDA NEMETH GEB. 1931 VERSTECKT SPA/BANNEUX ENTKOMMEN | Rue devant les Ecoliers, 3 ·      | Frieda Nemeth                           |
|              | HIER WOHNTE GILLES-JULES NEMETH GEB. 1933 VERHAFTET 24.9.1942 INTERNIERT MECHELEN DEPORTIERT 1942 AUSCHWITZ ERMORDET                                                                        | Rue devant les Ecoliers, 3 ·      | Gilles-Jules Nemeth                     |
|              | HIER WOHNTE STRUL NEMETH GEB. 1900 TSCHECHOSLOWAKEI VERHAFTET 24.9.1942 INTERNIERT MECHELEN DEPORTIERT 1942 AUSCHWITZ ERMORDET                                                              | Rue devant les Ecoliers, 3 ·      | Strul Nemeth                            |
|              | HIER WOHNTE SURA FRYDLA NEMETH-SABOVITCH GEB. 1905 TSCHECHOSLOWAKEI VERHAFTET 24.9.1942 INTERNIERT MECHELEN DEPORTIERT 1942 AUSCHWITZ ERMORDET                                              | Rue devant les Ecoliers, 3 ·      | Sura Frydla Nemeth-Sabovitch            |
|              | HIER WOHNTE SEINDLA PAIUC GEB. 1914 BESSARABIEN VERHAFTET 24.9.1942 INTERNIERT MECHELEN DEPORTIERT 26.9.1942 AUSCHWITZ ERMORDET 28.9.1942                                                   | Rue de Waroux, 17 ·               | Seindla Paiuc                           |
|              | HIER WOHNTE MOJSZEK JACOB RINGELHEIM GEB. 1899 POLEN VERHAFTET IM SOMMER 1942 ZWANGSARBEIT AM ATLANTIKWALL DEPORTIERT 31.10.1942 AUSCHWITZ ERMORDET                                         | Rue Cours Saint Gilles 2 ·        | Mojszek Jacob Ringelheim                |
|              | HIER WOHNTE BLANKA SABOVIC-OVA GEB. 1919 TSCHECHOSLOWAKEI VERHAFTET JULI 1942 INTERNIERT MECHELEN DEPORTIERT 1942 AUSCHWITZ ERMORDET                                                        | Rue devant les Ecoliers, 3 ·      | Blanka Sabovic-Ova                      |
|              | HIER WOHNTE ARON WOLFSON GEB. 1906 POLEN VERHAFTET 26.8.1942 INTERNIERT MECHELEN DEPORTIERT 1942 AUSCHWITZ ERMORDET                                                                         | Rue Vinave d’Ile, 16 ·            | Aron Wolfson                            |
|              | HIER WOHNTE BORUCH ZLOTNIK GEBOREN 1890 POLEN VERHAFTET 29.5.1941 INTERNIERT BREENDONCK, MECHELEN DEPORTIERT 1942 AUSCHWITZ ERMORDET                                                        | Rue Basse-Wez 289 Lüttich         | Boruch Zlotnik (1890–)                  |
|              | HIER WOHNTE LUDWIG ZUREK GEBOREN 1915 DEUTSCHLAND ZWANGSARBEIT DANNES-CAMIER INTERNIERT 28.10.1942 MECHELEN ENTWICHEN KONVOI XVI INTERNIERT 15.1.1943 DEPORTIERT AUSCHWITZ GEFLÜCHTET       | Rue de la Sirène Lüttich          | Ludwig Zurek (1915–)                    |
|              | HIER WOHNTE ANNA-BELLA ZUREK-HELMANN GEBOREN 1920 DEUTSCHLAND VERHAFTET 1943 INTERNIERT IN MECHELEN DEPORTIERT 1943 AUSCHWITZ ERMORDET                                                      | Rue de la Sirène Lüttich          | Anna-Bella Zurek-Helmann (1920–1943/45) |

### Pepinster
| Stolperstein | Übersetzung | Verlegeort      | Name, Leben              |
| ------------ | --- | --------------- | ------------------------ |
|              | HIER WOHNTE LAURENT-JOSEPH DEGUELDRE GEB. 1904 VERHAFTET 29.5.1943 F\M\LE TRAVAIL ‘NACHT UND NEBEL’ INTERNIERT LAGER ESTERWEGEN ENTKOMMEN | Rue Neuve, 27 · | Laurent-Joseph Degueldre |

## Provinz Luxemburg

### Arlon
| Stolperstein | Übersetzung | Verlegeort                       | Name, Leben             |
| ------------ | --- | -------------------------------- | ----------------------- |
|              | HIER WOHNTE LUCIEN BEHR GEB. 1869 VERHAFTET 20.3.1943 INTERNIERT MECHELEN DEPORTIERT 1943 AUSCHWITZ ERMORDET       | Rue de Neufchâteau, 26           | Lucien Behr             |
|              | HIER WOHNTE JULIE BEHR-HOENEL GEB. 1871 VERHAFTET 20.3.1943 INTERNIERT MECHELEN DEPORTIERT 1943 AUSCHWITZ ERMORDET | Rue de Neufchâteau, 26           | Julie Behr-Hoenel       |
|              | HIER WOHNTE CAMILLE CAHEN GEB. 1882 VERHAFTET 16.2.1943 INTERNIERT MECHELEN DEPORTIERT 1943 AUSCHWITZ ERMORDET     | Rue Léon Castilhon, 7            | Camille Cahen           |
|              | HIER WOHNTE IRMA CAHEN GEB. 1878 VERHAFTET 16.2.1943 INTERNIERT MECHELEN DEPORTIERT 1943 AUSCHWITZ ERMORDET        | Rue Léon Castilhon, 7            | Irma Cahen              |
|              | HIER WOHNTE ALICE CERF GEB. 1872 VERHAFTET 26.7.1944 INTERNIERT MECHELEN DEPORTIERT 1944 AUSCHWITZ ERMORDET        | Avenue Jean-Baptiste Nothomb, 6  | Alice Cerf              |
|              | HIER WOHNTE LUDWIG HOFFMANN GEB. 1903 VERHAFTET 15.8.1942 DEPORTIERT 1942 AUSCHWITZ ERMORDET                       | Place du Docteur Hollenfeltz, 26 | Ludwig Hoffman          |
|              | HIER WOHNTE RUTH MICHEL GEB. 1926 VERHAFTET 12.8.1942 INTERNIERT MECHELEN DEPORTIERT 1942 AUSCHWITZ ERMORDET       | Rue des Faubourgs, 103           | Ruth Michel             |
|              | HIER WOHNTE GIZELA SCHABES-TEICHNER GEB. 1904 VERHAFTET 12.2.1943 DEPORTIERT 1943 AUSCHWITZ ERMORDET               | Rue du Marché-au-Beurre, 28      | Gizela Schabes-Teichner |

## Provinz Namur

### Namur
| Stolperstein | Übersetzung | Verlegeort                   | Name, Leben  |
| ------------ | --- | ---------------------------- | ------------ |
|              | HIER WOHNTE EMILE PALATE JG. 1900 WIDERSTANDSKÄMPFER VERHAFTET 12.8.1944 DEPORTIERT NEUENGAMME ERMORDET 14.3.1945 | Parc Astrid (vor der Schule) | Emile Palate |

### Tamines
| Stolperstein | Übersetzung | Verlegeort     | Name, Leben     |
| ------------ | --- | -------------- | --------------- |
|              | HIER WOHNTE THEODULE DUFAUX JG. 1901 WIDERSTANDSKÄMPFER ARMÉE SECRÈTE VERHAFTET 17.3.1944 DEPORTIERT MITTELBAU-DORA ERMORDET 9.3.1945 NORDHAUSEN | Rue du Roi, 24 | Théodule Dufaux |

## Verlegedaten

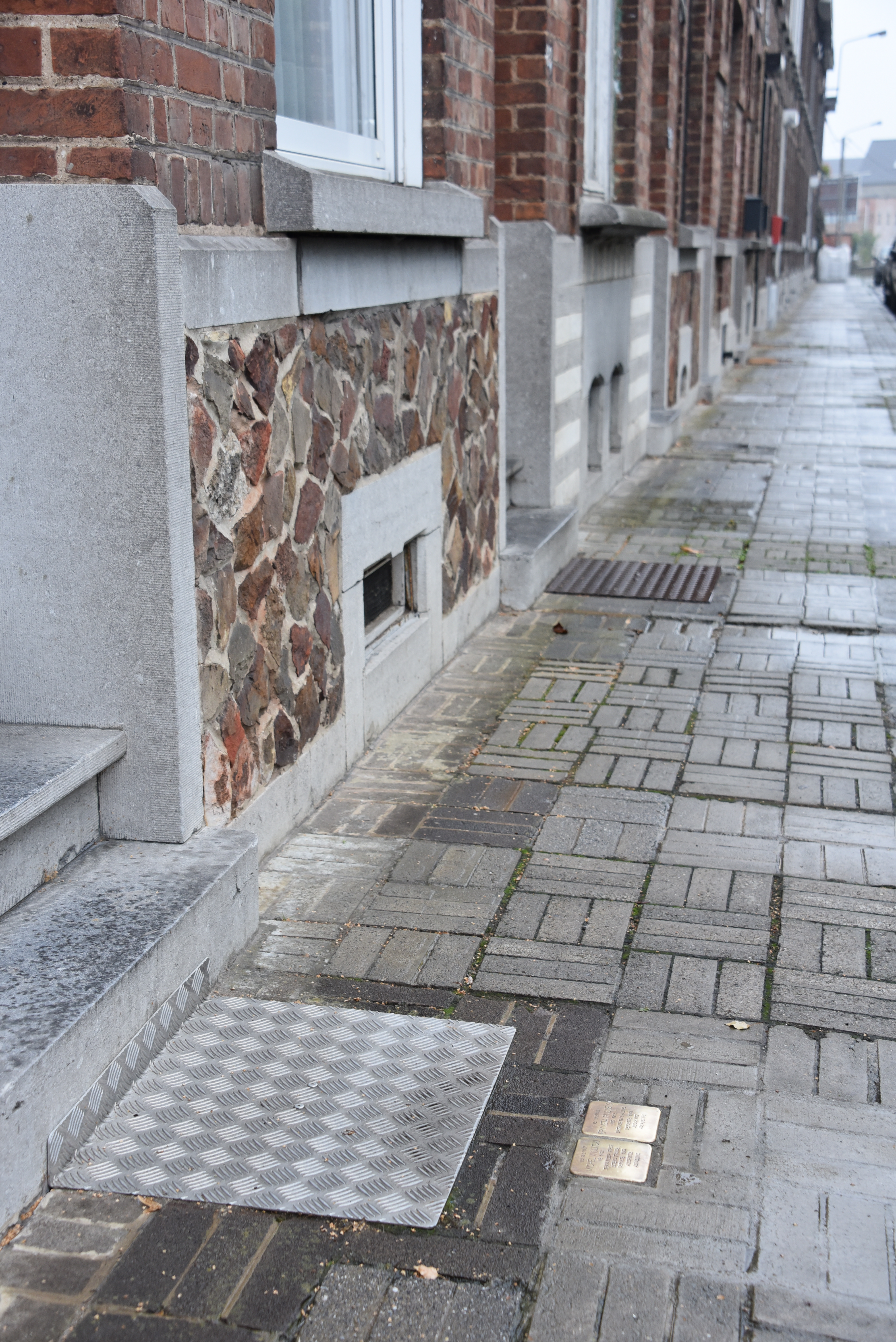
Stolpersteine für Frymeta Ginsberg und Michel Wislitski in der Rue de l’Energie, 64 im Stadtteil Marcinelle von Charleroi

Die Stolpersteine der Wallonie wurden vom Künstler selbst an folgenden Daten verlegt:
- 23. Juni 2012: Charleroi (Abraham Kibel, Herszek Rojtman)
- 20. Oktober 2013: Eupen[11]
- 23. Oktober 2013: Charleroi (Nuchem Bialek, Rosa Bialek, Feldon Izrael, Abraham Keusch)
- 29. Oktober 2014: Charleroi (Frymeta Ginsberg, Michel Wislitski)
- 15. Februar 2015: Charleroi (Josek Machnowski)
- 10. Februar 2018: Beaumont, Bois-d’Haine, Charleroi (Oscar Petit, Eglantine Petit-Pierre), Namur, Pepinster und Tamines
- 29. April 2019: Arlon[10]